# Z-Score (economia)
Lo Z-Score è un indice dell'analisi discriminante che serve per determinare con tecniche statistiche le probabilità di fallimento di una società.

## Storia
L'indice venne creato da Edward I. Altman nel 1968, allorquando sviluppò il modello previsionale Z-Score. L'indice fu sviluppato analizzando i dati di bilancio di 66 società, 33 delle quali erano società solide e 33 delle quali erano società fallite, con un grado di accuratezza del 95%.

## Variabili e formula
Le variabili utilizzate per il calcolo dello Z-Score sono 7:
- Vendite nette
- Risultato operativo
- Attività correnti
- Capitale investito
- Passività correnti
- Passività totali
- Utile non distribuito
- Valore di mercato

La formula è data dalla seguente equazione: Z-Score = 1,2 a + 1,4 b + 3,3 c + 0,999 d/e + 0,6 f/g
Significato delle lettere presenti nella formula:
a= (attivo corrente - passivo corrente) / attivo totale
b= utili non distribuiti / attivo totale
c= utile ante interessi e imposte / attivo
f/g= valore di borsa del capitale netto / valore di libro del debito
d/e= vendite / attivo totale

## Risultati
In base al valore dello Z-Score la probabilità di fallimento è:
- alta, se lo Z-Score è minore di 1,79;
- bassa se lo Z-Score è maggiore di 3.

Se 1,8 < Z-Score < 2,99 il modello identifica una zona grigia in cui i risultati non sono di per sé univoci, ma vanno approfonditi con ulteriori strumenti di analisi.